# Kiske
Kiske är ett album av sångare Michael Kiske från 2006.

## Låtlista
1. Fed By Stones
2. All-Solutions
3. Knew I Would
4. Kings Fall
5. Hearts Are Free
6. The King Of It All
7. Sing My Song
8. Silently Craving
9. Truly
10. Painted
11. Sad As The World
12. Mary In The Morning (Elvis Presley cover som fanns med på den Japanska utgåvan.)